# Carl Alexander Anselm von Hügel
Karl (Carl) Alexander Anselm Freiherr von Hügel (Barão Charles von Hügel; 23 de abril de 1795 – 2 de junho de 1870) foi oficial do exército austríaco, diplomata, botânico e explorador austríaco.
Atualmente é conhecido pelas suas viagens à Índia nos anos de 1830. Na sua época, foi celebrado na Europa por seu jardim botânico e pela introdução na Europa de plantas e flores da Austrália.